# П'ятигірське
П'ятигірське — селище в Україні, у Донецькій селищній громаді Ізюмського району Харківської області. Населення становить 2588 осіб. До 2020 орган місцевого самоврядування — П'ятигірська сільська рада.

## Географія
Селище П'ятигірське складається з 2-х частин, рознесених на приблизно на 1 км. За 3 км протікає річка Сіверський Донець.
Через селище проходить автомобільна дорога Т 2110. Навколо багато газових свердловин. Сходяться кілька газо-і газоконденсатопроводів.

## Історія
Селище постраждало внаслідок геноциду українського народу, проведеного урядом СССР в 1932—1933 роках, кількість встановлених жертв в Червоному Донці, П'ятигірському, Червоногірському (Червоній Гірці), Жовтневому, Червоноандріївському, Копанках — 1204 людини.
До 2020 село було центром П'ятигірської сільської ради Балаклійського району. 
12 червня 2020 року, відповідно до Розпорядження Кабінету Міністрів України  № 725-р «Про визначення адміністративних центрів та затвердження територій територіальних громад Харківської області», увійшло до складу Донецької селищної територіальної громади.
19 липня 2020 року, в результаті адміністративно-територіальної реформи та ліквідації Балаклійського району, село увійшло до складу новоутвореного Ізюмського району.

## Населення
Згідно з переписом УРСР 1989 року чисельність наявного населення селища становила 2523 особи, з яких 1230 чоловіків та 1293 жінки.
За переписом населення України 2001 року в селищі мешкало 2586 осіб.

### Мова
Розподіл населення за рідною мовою за даними перепису 2001 року:
| Мова       | Відсоток |
| ---------- | -------- |
| українська | 51,04 %  |
| російська  | 48,45 %  |
| молдовська | 0,08 %   |
| циганська  | 0,08 %   |
| білоруська | 0,04 %   |
| болгарська | 0,04 %   |
| вірменська | 0,04 %   |
| німецька   | 0,04 %   |

## Економіка
- Шебелинське відділення бурових робот, сел. П'ятигірське. Входить в TOP-100 Україна найбільших забруднювачів навколишнього середовища.[7]
- Поряд з селищем велика птахо-товарна ферма ВАТ «Курганський бройлер».